# Til Schweiger
Tilman Valentin Schweiger (Freiburg im Breisgau, 19 de dezembro de 1963) é um ator, diretor e produtor alemão.

## Biografia
Viveu e cresceu em Giessen e Heuchelheim. Após a escola estudou germanística e medicina mas abandonou. Em 1986 começou a estudar na Schauspielschule des Kölner Theaters Der Keller, onde finalmente terminou os estudos em 1989. No mesmo ano foi contratado pelo "Contra-Kreis-Theater" de Bona.
Casou-se em 1995 com a modelo norte-americana Dana Carlson e teve quatro filhos: Valentin Florian, Luna Marie, Lilli Camille e Emma Tiger, com os quais contracenou em seu filme Keinohrhasen. Desde 2013 Til Schweiger também produziu comerciais com suas filhas.(VHV,Watchever)

## Filmografia
- 2018 - Head Full of Honey
- 2018 - Klassentreffen 1.0
- 2014 - Honig im Kopf
- 2013 - Kokowääh 2
- 2012 - This Means War
- 2011 - Kokowääh
- 2011 - New Year's Eve
- 2010 - Far Cry
- 2009 - Inglourious Basterds
- 2009 - Rabbit Without Ears 2
- 2008 - Der Rote Baron
- 2007 - Keinohrhasen
- 2007 - Rabbit Without Ears
- 2006 - One Way
- 2005 - Les Dalton
- 2005 - Deuce Bigalow: Electric Gigolo
- 2004 - Raumschiff Surprise - Periode 1
- 2004 - U-Boat - In Enemy Hands
- 2004 - King Arthur
- 2003 - Lara Croft Tomb Raider: The Cradle of Life
- 2001 - Driven
- 2001 - Investigating Sex
- 2001 - Was tun, wenn's brennt?
- 1999 - SLC Punk!
- 1998 - The Replacement Killers
- 1998 - Judas Kiss
- 1996 - The Superwife (Das Superweib)
- 1994 - Der Bewegte Mann